# 3702 Trubetskaya
3702 Trubetskaya (1970 NB) là một tiểu hành tinh vành đai chính được phát hiện ngày 3 tháng 7 năm 1970 bởi L. Chernykh ở Nauchnyj.